# 褚亞飛
褚亞飛（1988年9月5日—），祖籍中国內蒙古，競走運動員。曾獲得2007年夏季世界大學生運動會20公里競步冠軍、2009年亞洲田徑錦標賽20公里競走亞軍。

## 外部連結
- 褚亞飛在的頁面